# Minnaert (inslagkrater)

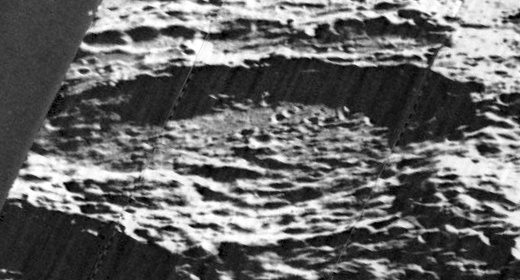
Schuine foto van de Minnaertkrater door de Lunar Orbiter 5.

Minnaert is een grote inslagkrater op de achterkant van de maan op het zuidelijk halfrond. De grotere en latere krater Antoniadi ligt er aan de zuidoostelijke kant deels overheen met zijn rand en opgeworpen materiaal. De overgebleven rand van Minnaert is geërodeerd met kleine kraters aan de binnenkant. Als er een berg in het midden was, moet die nu begraven zijn. Westnoordwest ligt de krater Lyman. De krater is vernoemd naar de Belgisch-Nederlandse sterrenkundige Marcel Minnaert.

## Bijbehorende kraters
| Minnaert | Geografische breedte | Geografische lengte | Diameter (km) |
| -------- | -------------------- | ------------------- | ------------- |
| C        | 64.2° S              | 176.0° W            | 15            |
| N        | 71.1° S              | 176.1° E            | 33            |
| W        | 63.4° S              | 174.1° E            | 24            |